# Saint-Hilaire-Fontaine
 Saint-Hilaire-Fontaine  es una población y comuna francesa, situada en la región de Borgoña, departamento de Nièvre, en el distrito de Ville de Château-Chinon y cantón de Fours.

## Demografía
| 267 | 255 | 232 | 241 | 196 | 188 |
| Para los censos de 1962 a 1999 la población legal corresponde a la población sin duplicidades (Fuente: INSEE [Consultar]) |     |     |     |     |     |